# Kruškovo Polje
Kruškovo Polje (cyr. Крушково Поље) – wieś w Bośni i Hercegowinie, w Republice Serbskiej, w gminie Šamac. W 2013 roku liczyła 588 mieszkańców.